# Comuna Horohivske, Snihurivka
Horohivske (în ucraineană Горохівське) este o comună în raionul Snihurivka, regiunea Mîkolaiiv, Ucraina, formată din satele Horohivske (reședința), Novîi Șleah, Velîkopillea și Vînohradne.

## Demografie
Componența lingvistică a comunei Horohivske
     Ucraineană (93,64%)
     Rusă (5,92%)
     Alte limbi (0,36%)
Conform recensământului din 2001, majoritatea populației comunei Horohivske era vorbitoare de ucraineană (93,64%), existând în minoritate și vorbitori de rusă (5,92%).